# قهرمانان (فیلم ۱۹۱۶)
قهرمانان (انگلیسی: The Heroes) یک فیلم کمدی صامت کوتاه به کارگردانی ویلارد لوئیس است که در سال ۱۹۱۶ منتشر شد. از بازیگران این فیلم می‌توان به اولیور هاردی، بیلی روژ و برت تریسی اشاره کرد.